# Megaselia rubronigra
Megaselia rubronigra är en tvåvingeart som beskrevs av Borgmeier 1962. Megaselia rubronigra ingår i släktet Megaselia och familjen puckelflugor.
Artens utbredningsområde är Costa Rica. Inga underarter finns listade i Catalogue of Life.